# Kaylee DeFer
Kaylee Vanni, bolje poznana pod psevdonimom Kaylee DeFer, ameriška televizijska in filmska igralka ter fotomodel, *23. september 1986, Tucson, Arizona, Združene države Amerike.
Kaylee DeFer je bila rojena 23. septembra 1986 v mestu Tucson, zvezni državi Arizona. Hodila je na Pusch Ridge Christian Academy in Desert Christian High School, kasneje pa se je preselila v Los Angeles, kjer se je preživljala z igranjem.
Kariero je začela v filmu Underclassman (2001), najbolj pa je znana po filmu Underclassman (2006) in kot Hillary Gold v seriji Družinsko bojišče.
Kaylee DeFer je fotomodel na naslovnici albuma Touchtone Inferno, pevca Reeva Oliverja.

## Izbrana filmografija
- Šepetalka duhov (1 epizoda) - »This Joint's Haunted« (2009) kot 'Angie'
- Flicka (2006)
- Družinsko bojišče (2005–2007)
- Underclassman (2005)
- Listen Up! (skupaj z Jasonom Alexanderjem) na CBS (2005)
- The Mountain in The WB (2004–2005)
- North Shore in The WB (2004–2005)
- Peterčki (z Andyjem Richterjem) na Fox (2004)
- Drake & Josh na Nickelodeon  (2004)